# Henning Thorsen
Henning Thorsen (ur. 20 października 1959) – duński trójboista siłowy i strongman.
Najlepszy duński strongman w historii tego sportu. Mistrz Danii Strongman. Mistrz Europy Strongman 1990. Wicemistrz Świata Strongman 1991.

## Życiorys
Henning Thorsen zdobył w 1990 r., jedyny dotychczas dla Danii, tytuł Mistrza Europy Strongman. Henning Thorsen oraz Flemming Rasmussen są tymi duńskimi siłaczami, którzy zajęli najwyższe lokaty (2. miejsce) w indywidualnych Mistrzostwach Świata Strongman, dla Danii.
Wymiary:
- wzrost 193 cm
- waga 136 kg
- biceps 55 cm
- klatka piersiowa 140 cm

## Osiągnięcia strongman
- 1989
  - 8. miejsce - Mistrzostwa Europy Strongman 1989
- 1990
  - 1. miejsce - Mistrzostwa Europy Strongman 1990
  - 4. miejsce - Mistrzostwa Świata Strongman 1990, Finlandia
- 1991
  - 5. miejsce - Mistrzostwa Europy Strongman 1991
  - 2. miejsce - Mistrzostwa Świata Strongman 1991, Wyspy Kanaryjskie
- 1992
  - 7. miejsce - Mistrzostwa Europy Strongman 1992
  - 6. miejsce - Mistrzostwa Świata Strongman 1992, Islandia